# Miriam Victoria
Miriam-Victoria S. Vela (Barcelona), con el nombre artístico Miriam Victoria,  es una directora de cine, presentadora de televisión y Influencer cultural española.

## Carrera profesional
Miriam Victoria se inició como modelo a los 14 años. Fue portada de varias revistas de moda, trabajó en Milán, París y Nueva York y desfiló para el diseñador Valentino. Fue presentadora, junto a Txiki Begiristain, en el programa deportivo Canal 33 y TV3.
Estudió Administración de Empresa y Comercio Exterior en Londres. Fundó la empresa M&M agencia de modelos y organizadora de eventos, que fue adquirida en 2015 por un holding nacional. Organizó desfiles para Ágatha Ruiz de la Prada, Guillermina Baeza, Dolores Cortés, Joaquin Verdú, José Castro, Debota&Lomba, Rosa Clará, Pedro Morago, Marithé Francois Girbaud, Toni Miró, Escada y Salvatore Ferragamo entre otros.
Desde mediados del 2021 dirige la revista digital DEMODA y presenta un programa de moda, belleza, salud y tendencias con nombre PROGRAMA TV DEMODA que se emite en Canal 4 y en 43 televisiones de toda España y América Latina. También colabora en diversos medios de comunicación y realiza trabajos de imagen.
Crea en 2018 la marca Angels Influencers para promover la sostenibilidad ,el bienestar y la conciencia social. Por su labor a favor de la conservación es apodada en muchos medios como Preloved Queen.

## Moda
Producción de eventos culturales. Creadora de las marcas Costa Brava Fashion Week, Miss América en España e Ibiza Fashion Week. Es fundadora y Presidente de la Asociación Moda Catalunya y Baleares (2007) y de la Asociación Nacional Mujer y Moda (2008).
Es coleccionista de ropa antigua y vintage y posee una de las mayores colecciones de indumentaria nupcial de Europa.

## Cine
Directora de la película "Modelos" (2015), compartiendo créditos por el Fashion Producer, Drew Linehan, de la serie Sex and The City .
Directora de arte del documental del artista Ángel Orensanz, Fundación  Sinagoga del Lower East Side.

## Premios
Laurel de Oro de la Asociación Española de Profesionales de la Imagen AEPI.
Premio Autobello de la organización SMQ y revista Cars. 
Premio Alibei ciudad de Barcelona.
Premio Oriana a la cultura 2022.